# Maria van Egypte

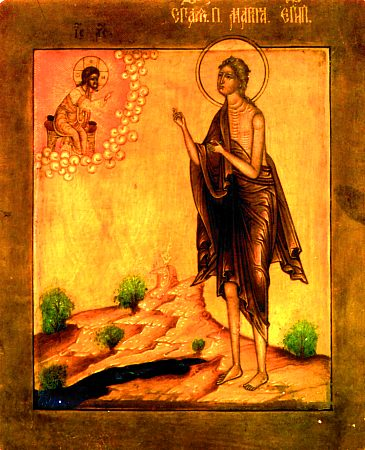
Orthodoxe icoon van Maria van Egypte

Maria van Egypte (ca. 344 – ca. 421) is een heilig persoon uit het christendom. Ze wordt vereerd als de patroonheilige van vrouwen die boete doen, vooral in de oriëntaals orthodoxe kerken,  oosters- orthodoxe en oosters-katholieke kerken, in de Rooms-Katholieke en Anglicaanse Kerk.

## Vita S. Maria Aegyptiaca
De belangrijkste bron over het leven van Maria van Egypte is de Vita S. Maria Aegyptiaca (Latijn voor: levensbeschrijving van de heilige Maria van Egypte) geschreven door Sophronius, bisschop van Jeruzalem. Sophronius was een Syriër uit Damascus die in 634 bisschop van Jeruzalem werd. De vita werd later uit het Grieks vertaald in het Latijn door Paulus, diaken van de kerk van Napels.

## Biografie
De heilige Maria werd geboren in Egypte en vluchtte op de leeftijd van twaalf jaar naar Alexandrië. Sommige bronnen noemen haar een prostituee anderen vermelden uitdrukkelijk dat ze geen geld vroeg voor haar diensten. 
Zeventien jaar later reisde ze met de pelgrims mee als marketentster naar Jeruzalem voor het feest van de kruisverheffing. Op een bepaald moment wilde ze de Heilige Grafkerk in Jeruzalem binnengaan maar werd verhinderd door een onbekende kracht. Ze vroeg vergiffenis voor haar levensstijl en bad tot een theotokos icoon van de heilige Maria buiten de kerk. Nu kon ze wel de kerk binnengaan. Een stem zei haar dat ze rust zou vinden als ze de Jordaan overstak. Dus vertrok ze naar het klooster van de heilige Johannes de Doper aan de oever van de Jordaan en ontving de communie.
De volgende morgen trok ze zich terug in de woestijn met 3 broden en leefde de rest van haar leven in de woestijn.
Ongeveer één jaar voor haar dood vertelde ze haar leven aan de heilige Zosimas van Palestina die haar ontmoette in de woestijn. Ze was volledig naakt en bijna onherkenbaar. Ze vroeg Zosimas om haar zijn mantel toe te werpen en toen vertelde ze haar leven. Ze vroeg hem om het volgende jaar op Witte Donderdag terug te komen en haar de heilige communie te brengen. Zo gezegd zo gedaan en het volgend jaar liep ze over het water van de Jordaan om bij hem te komen en de heilige communie te ontvangen. Ze maakten een nieuwe afspraak en het volgende jaar maakte Zosimas opnieuw de twintig dagen lange tocht vanuit zijn klooster om haar te ontmoeten. Hij vond haar dood op de grond met een inscriptie in het zand waaruit hij begreep dat ze het vorig jaar na het innemen van de communie gestorven was en dat ze op miraculeuze wijze getransporteerd was naar de plaats waar hij haar vond met haar lichaam in goede staat.
Hij begroef haar met de hulp van een passerende leeuw en vertelde het verhaal aan zijn medebroeders. Het verhaal werd mondeling overgeleverd totdat Sophronius het opschreef in de zevende eeuw.

## Verering
In de Rooms-Katholieke Kerk wordt ze vereerd op 3 april (of 2 april volgens het Romeins Martyrologium).
In de Orthodoxe Kerk valt haar feestdag op 1 april en de vijfde zondag van de Grote Vasten. Het leven van de heilige Maria van Egypte wordt voorgelezen tijdens de metten van de grote canon (een hymne) van de heilige Andreas van Kreta op de voorafgaande donderdag.